# Championnat du Sénégal de football 2007
Navigation
Saison 2006 Saison 2008
La saison 2007 du Championnat du Sénégal de football est la quarante-deuxième édition de la première division au Sénégal. Les dix-huit meilleures équipes du pays sont réparties en deux poules de neuf, où elles s'affrontent deux fois, à domicile et à l'extérieur. À l'issue de cette phase, les trois premiers de chaque poule disputent la phase finale pour le titre tandis que le dernier est relégué et remplacé par les deux meilleurs clubs de Division 2.
C'est l'AS Douanes, tenant du titre, qui remporte à nouveau le championnat cette saison après avoir terminé en tête du classement de la poule pour le titre, avec huit points d'avance sur l'ASC Saloum et dix sur le duo Casa Sports-ASC Xam Xam. C'est le quatrième titre de champion du Sénégal de l'histoire du club.
En fin de saison, les deux premiers de la poule finale sont qualifiés pour la Ligue des champions de la CAF tandis que le 3e et le vainqueur de la Coupe du Sénégal obtiennent leur billet pour la Coupe de la confédération.
Pour une raison indéterminée, huit clubs de Division 1 sont exclus du championnat en fin de saison et décident de mettre en place une compétition parallèle (Tournoi du CCPC) en compagnie de deux clubs de Division 2 et de trois clubs de troisième division, également exclus. De ces huit clubs, quatre sont au départ relégués en Division 2 par la commission de discipline de la fédération sénégalaise mais cette décision est ensuite annulée pour permettre la mise en place du premier championnat professionnel lors de la saison suivante avec vingt clubs.

## Les clubs participants
| - ASC Renaissance de Dakar - Promu de Division 2 - UCST Port Autonome - AS Douanes - ASC Jeanne d'Arc - ASC Saloum - US Gorée - Casa Sports - ASC Yakaar - ASC Xam Xam | - ASC HLM de Dakar - ASC Jaraaf - Thiès FC - Promu de Division 2 - Dakar UC - ASC Sonacos - ASAC Ndiambour - Stade de Mbour - US Ouakam - Guédiawaye FC |

## Compétition
Le barème de points servant à établir les classements se décompose ainsi :
- Victoire : 3 points
- Match nul : 1 point
- Défaite : 0 point

### Première phase

#### Groupe A
| Rang | Équipe            | Pts | J  | G  | N | P | Bp | Bc | Diff |
| ---- | ----------------- | --- | -- | -- | - | - | -- | -- | ---- |
| 1    | AS DouanesT       | 34  | 16 | 10 | 4 | 2 | 23 | 7  | +16  |
| 2    | US Ouakam         | 25  | 16 | 7  | 4 | 4 | 14 | 13 | +1   |
| 3    | ASC Xam Xam       | 23  | 16 | 6  | 5 | 5 | 18 | 16 | +2   |
| 4    | ASC Jeanne d'Arc  | 20  | 16 | 5  | 5 | 6 | 18 | 21 | -3   |
| 5    | ASC Suneor        | 18  | 16 | 4  | 6 | 4 | 9  | 7  | +2   |
| 6    | ASC ThièsP        | 17  | 15 | 4  | 5 | 6 | 18 | 20 | -2   |
| 7    | ASEC Ndiambour    | 17  | 16 | 3  | 8 | 5 | 11 | 16 | -5   |
| 8    | ASC Port Autonome | 17  | 16 | 5  | 2 | 9 | 10 | 17 | -7   |
| 9    | ASC HLM de Dakar  | 13  | 16 | 2  | 7 | 7 | 8  | 16 | -8   |

|  | Qualification pour la phase finale pour le titre |
|  | T : Tenant du titre P : Promu de Division 2      |

#### Groupe B
| Rang | Équipe                | Pts | J  | G | N | P  | Bp | Bc | Diff |
| ---- | --------------------- | --- | -- | - | - | -- | -- | -- | ---- |
| 1    | Stade de Mbour        | 30  | 16 | 8 | 6 | 2  | 20 | 10 | +10  |
| 2    | ASC Saloum            | 29  | 16 | 8 | 5 | 3  | 14 | 9  | +5   |
| 3    | Casa Sport            | 28  | 16 | 7 | 7 | 2  | 17 | 9  | +8   |
| 4    | Guédiawaye FC         | 19  | 16 | 4 | 7 | 5  | 11 | 10 | +1   |
| 5    | ASC Diaraf            | 18  | 16 | 5 | 3 | 8  | 10 | 18 | -8   |
| 6    | US Gorée              | 16  | 16 | 4 | 4 | 8  | 12 | 17 | -5   |
| 7    | Dakar Université Club | 10  | 16 | 2 | 4 | 10 | 6  | 20 | -14  |
| 8    | ASC RenaissanceP      | 10  | 16 | 2 | 4 | 10 | 5  | 19 | -14  |
| 9    | ASC Yakaar            | 10  | 16 | 2 | 4 | 10 | 5  | 20 | -15  |

|  | Qualification pour la phase finale pour le titre |
|  | P : Promu de Division 2                          |

### Phase finale
| Rang | Équipe         | Pts | J  | G | N | P | Bp | Bc | Diff |
| ---- | -------------- | --- | -- | - | - | - | -- | -- | ---- |
| 1    | AS DouanesT    | 23  | 10 | 7 | 2 | 1 | 20 | 5  | +15  |
| 2    | ASC Saloum     | 15  | 10 | 4 | 3 | 3 | 11 | 7  | +4   |
| 3    | Casa Sport     | 13  | 10 | 3 | 4 | 3 | 8  | 7  | +1   |
| 4    | ASC Xam Xam    | 13  | 10 | 4 | 1 | 5 | 11 | 18 | -7   |
| 5    | Stade de Mbour | 11  | 10 | 3 | 2 | 5 | 5  | 11 | -6   |
| 6    | US Ouakam      | 7   | 10 | 1 | 4 | 5 | 5  | 12 | -7   |

|  | Qualification pour la Ligue des champions de la CAF 2008                         |
|  | Qualification pour la Coupe de la confédération 2008                             |
|  | T : Tenant du titre C : Vainqueur de la Coupe du Sénégal P : Promu de Division 2 |

## Bilan de la saison
| Championnat du Sénégal de football 2007 |                                  |
| Champion                                | AS Douanes (4e titre)            |
| Coupes et trophées                      |                                  |
| Vainqueur de la Coupe du Sénégal 2007   | ASC Linguère (Division 2)        |
| Qualifications continentales            |                                  |
| Ligue des champions de la CAF 2008      | AS Douanes                       |
| Ligue des champions de la CAF 2008      | ASC Saloum                       |
| Coupe de la confédération 2008          | Casa Sport                       |
| Coupe de la confédération 2008          | ASC Linguère                     |
| Promotions et relégations               |                                  |
| Promus en Division 1                    | ASC Linguère                     |
| Promus en Division 1                    | CNEPS Excellence                 |
| Relégués en Division 2                  | Aucun (passage de 18 à 20 clubs) |